# 葉德 (弘治進士)
葉德（1464年—？），字宗本，浙江處州府麗水縣人，民籍，明朝政治人物。

## 生平
弘治二年（1489年）己酉科浙江鄉試第六十一名舉人。弘治九年（1496年）中式丙辰科會試第一百三十名，二甲第七十一名進士。改翰林院庶吉士，十一年十月授编修，养病，十四年十月病痊，复除原职。正德四年（1509年）五月以不职有名，令冠带闲住。

## 家族
曾祖葉禧；祖父葉愷；父葉璉，義官。母陸氏。具慶下。兄葉壽、弟葉衡。